# Ngô Xuân Thứ
Ngô Xuân Thứ (sinh 1955) là một sĩ quan cấp cao trong Quân đội nhân dân Việt Nam, hàm Thiếu tướng, nguyên Phó Tư lệnh Quân khu 1 (2011–2014).

## Thân thế và sự nghiệp
Ông quê Bắc Ninh
Ông từng giữ chức vụ Chỉ huy trưởng Bộ chỉ huy quân sự tỉnh Bắc Ninh.
Năm 2011, bổ nhiệm giữ chức Phó Tư lệnh Quân khu 1
Tháng 4 năm 2015, ông nghỉ chờ hưu.
Thiếu tướng (2011)